# Bad Liar (chanson d'Imagine Dragons)
Pour la chanson de Selena Gomez, voir Bad Liar (chanson de Selena Gomez).
Singles de Imagine Dragons
Machine
(2018) Birds
(2019)
Clip vidéo
[vidéo] « Bad Liar », sur YouTube
Bad Liar est une chanson du groupe de rock américain Imagine Dragons. La chanson est sortie le 6 novembre 2018 et est le quatrième titre de leur quatrième album studio, Origins (2018). Il a été écrit par Imagine Dragons, Aja Volkman (la femme de Dan Reynolds, chanteur principal d'Imagine Dragons) et Jorgen Odegard, et produit par Odegard.   

## Contexte
Bad Liar a été co-écrit par le chanteur principal d'Imagine Dragons Dan Reynolds et son épouse Aja Volkman (en) peu de temps avant leur séparation. Cependant, Reynolds a déclaré que le couple n'avait pas fini par divorcer. 
Le groupe de rock progressif norvégien Maraton a souligné que l'image de couverture de leur single Blood Music est la même que l'image de couverture d'Imagine Dragons pour Bad Liar, seule la coloration étant différente. Le single de Maraton est sorti en février 2018, tandis que la chanson d'Imagine Dragons a été abandonnée six mois plus tard en novembre 2018. Malgré l'illustration partagée, Maraton a publié une déclaration révélant qu'ils avaient acheté l'oeuvre d'un artiste appelé Beeple Crap, mais n'avait aucun accord leur accordant des droits exclusifs sur la photo,,,.

## Réception critique
Idolator a qualifié la chanson d'« hymne de séparation brutalement honnête » et l'a décrite comme « brute et dépouillée ». Billboard a comparé la lourdeur lyrique de la chanson au morceau Demons du groupe. 

## Clip vidéo
Le clip de la chanson est sorti le 24 janvier 2019. Il est centré sur un couple de lycéens, tandis que le groupe interprète la chanson dans le parking de cette école à plusieurs reprises tout au long de la vidéo. La vidéo continue d'ajouter un ton inquiétant avec les ombres sombres environnantes et le lycéen qui lévite. Il a été réalisé par Ryan Reichenfeld et a été filmé au Green Valley High School, à Henderson. La jeune lycéenne danseuse est interprétée par la danseuse Autumn Miller avec une chorégraphie de Marissa Osato.  
En janvier 2020, le clip musical avait reçu plus de 150 millions de vues et 1,8 million de likes.

## Spectacles en direct
La chanson a été jouée sur scène pour la première fois au Cosmopolitan de Las Vegas. Il a également été présenté au spectacle de mi-temps du Championnat national de football du Collège 2019. 

## Crédits musicaux
- Dan Reynolds - chant, claviers
- Wayne Sermon - guitare, chœurs
- Daniel Platzman - batterie, alto, chœurs
- Ben McKee - guitare basse, synthétiseur, chœurs
- Jorgen Odegard - production

## Historique des versions
| Pays       | Date            | Format                       | Étiquette                   | Ref.   |
| ---------- | --------------- | ---------------------------- | --------------------------- | ------ |
| Divers     | 6 novembre 2018 | Téléchargement numérique     | - Kidinakorner - Interscope | [ 7 ]  |
| Italie     | 25 janvier 2019 | Radio à succès contemporaine | Interscope                  | [ 11 ] |
| États Unis | 29 janvier 2019 | Radio alternative            | Interscope                  | [ 12 ] |
| États Unis | 5 février 2019  | Radio à succès contemporaine | Interscope                  | [ 13 ] |